# Metacanthocephalus campbelli
Metacanthocephalus campbelli är en hakmaskart som först beskrevs av Leiper och Atkinson 1914.  Metacanthocephalus campbelli ingår i släktet Metacanthocephalus och familjen Rhadinorhynchidae. Inga underarter finns listade i Catalogue of Life.